# 1959

## Події
- б/д — радянсько-американський договір про культурне співробітництво, при якому обидві сторони зобов'язувалися провести на території іншої держави виставки, де демонструвалися досягнення в мистецтві, науці та промисловості. Наслідком стала Американська виставка у Москві, Сокольники, влітку.
- 1 січня — Перемога Кубинської революції.
- 2 січня — СРСР робить перший запуск ракети «Луна-1» до Місяця. «Луна-1» не змогла вийти на розраховану траєкторією і загубилася в космосі.
- 21 січня — утворений Європейський суд з прав людини, метою якого є здійснення контролю за дотриманням прав і свобод людини та громадянина, закріплених в Європейській конвенції з прав людини.
- 27 січня — Ошська область Киргизької РСР об'єднана з Джалал-Абадською областю.
- 28 травня — американські вчені провели успішний запуск в космос з поверненням двох мавп, Айбл та Бейкер на ракеті «АМ-18».
- 11 серпня — у Москві відкрито міжнародний аеропорт Шереметьєво.
- 15 жовтня — Убивство Степана Бандери, виконане Богданом Сташинським.
- 20 жовтня — Степана Бандеру поховали на мюнхенському цвинтарі Вальдфридгоф (Waldfriedhof).
- 7 серпня — Космічний апарат «Луна-3» вперше прислав на Землю фотографії зворотного боку Місяця.
- 1 грудня — 12 країн (Аргентина, Австралія, Бельгія, Велика Британія, Чилі, Франція, Японія, Нова Зеландія, Норвегія, ПАР, СРСР і США) підписали у Вашингтоні договір про мирне наукове використання Антарктики
- Тибетське повстання

### Наука
- Томас Ґолд запровадив термін магнітосфера.

## Вигадані події
- Події книги 11/22/63.

## Народились
Дивись також Категорія:Народились 1959
- 5 січня — Кленсі Браун, американський актор
- 12 січня — Пер Гессле, шведський музикант, співак («Roxette»).
- 16 січня — Шаде, англійська співачка.
- 22 січня — Лінда Блер, американська акторка.
- 30 січня — Пудова Ірина Аркадіївна, якутська балерина.
- 3 лютого — Томас Калабро, американський кіноактор.
- 15 лютого — Алі Кембелл, англійський музикант, співак («UB40»).
- 16 лютого — Джон Маккінрой, американський тенісист.
- 17 лютого — Сергій Балтача, український футболіст.
- 19 лютого — Анатолій Дем'яненко, український футболіст.
- 24 лютого — Володимир Горянський, український актор.
- 7 березня — Лучано Спаллетті, італійський футболіст і тренер.
- 8 березня — Піскун Святослав Михайлович, тричі Генеральний прокурор України, народний депутат.
- 18 березня — Люк Бессон, французький кінорежисер.
- 27 березня — Ендрю Фаррісс, австралійський рок-музикант, клавішник гурту «INXS».
- 15 квітня — Емма Томпсон, англійська акторка.
- 15 квітня — Рей Нойфельд, канадський хокеїст.
- 3 травня — Дейвід Бол, клавішник гурту «Soft Cell».
- 17 травня — Пол Ді Анно, рок-співак («Iron Maiden»).
- 22 травня — Моріссі, вокаліст рок-гурту «The Smiths»
- 29 травня — Руперт Еверетт, англійський актор.
- 6 червня — Аманда Пейс, акторка.
- 7 червня — Тетяна Друбич, російська акторка.
- 8 червня — СіТі Флетчер, колишній американський паверліфтер, шестиразовий чемпіон світу (триразовий чемпіон світу з виваги лежачи і триразовий чемпіон з виваги на біцепс).
- 11 червня — Г'ю Лорі, англійський актор, комік, письменник та музикант.
- 12 червня — Дженілі Харрісон, акторка.
- 16 червня — Джеймс Хеллвіг, відомий американський реслер.
- 9 липня — Джим Керр, лідер гурту «Simple Minds».
- 11 липня — Сюзанна Веґа, співачка.
- 11 липня — Річі Самбора, гітарист гурту «Bon Jovi».
- 21 липня — Віктор Чанов, український футболіст, тренер.
- 26 липня — Кевін Спейсі, американський актор.
- 1 серпня — Джо Елліотт, вокаліст гурту «Def Leppard».
- 10 серпня — Розанна Аркетт, американська кіноакторка.
- 14 серпня — Ервін Джонсон, американський баскетболіст.
- 27 серпня — Герхард Бергер, австрійський автогонщик «Формули-1».
- 29 серпня — Кріс Хадфілд, канадський астронавт.
- 10 вересня — Микола Канішевський, український журналіст.
- 14 вересня — Мортен Гаркет, поп-співак, соліст гурту «A-ha».
- 23 вересня — Літа Форд, американська рок-співачка
- 4 жовтня — Кріс Лоу, британський поп-співак («Pet Shop Boys»).
- 9 жовтня — Майкл Паре, американський кіноактор.
- 3 листопада — Дольф Лундгрен, шведський актор.
- 5 листопада — Браян Адамс, канадський поп-співак, композитор, музикант.
- 14 листопада — Дмитро Дібров, російський шоумен і телеведучий.
- 16 листопада — Степан Гіга, український естрадний співак.
- 20 листопада — Шон Янґ, американська акторка.
- 1 грудня — Гарік Сукачов, російський співак (Бригада С, Неприкасаемые), актор.
- 31 грудня — Вел Кілмер, американський актор.

## Померли
Див. також Категорія:Померли 1959
- 3 червня — Коновал Пилип, єдиний українець що є кавалером ордену Хрест Вікторії.
- 15 жовтня — Степан Бандера загинув у Мюнхені від рук агента КДБ Богдана Сташинського.

## Нобелівська премія
- з фізики: Еміліо Джино Сегре та Оуен Чемберлен — «За відкриття антипротона»
- з хімії: Ярослав Гейровський — «За відкриття і розвиток полярографічних методів аналізу»
- з медицини та фізіології: Северо Очоа та Артур Корнберг — «За відкриття механізмів біологічного синтезу рибонуклеїнової та дезоксирибонуклеїнової кислот»
- з літератури: Сальваторе Квазімодо — «за ліричну поезію, яка з класичною жвавістю висловлює трагічний досвід нашого часу».
- премія миру: Філіп Ноель-Бейкер — «Як найбільший фахівець із роззброєння»